# Pichler (Familienname)
Pichler ist ein Familienname.

## Namensträger

### A
- Adam Pichler (1907–1988), österreichischer Politiker (ÖVP)
- Adolf Pichler (1819–1900), österreichischer Schriftsteller und Naturwissenschaftler
- Alexandra Pichler-Jessenko (* 1966), österreichische Politikerin (ÖVP)
- Alfred Pichler (1913–1992), jugoslawischer Geistlicher, Bischof von Banja Luka
- Aloys Pichler (1833–1874), deutscher Kirchenschriftsteller und Bibliothekar
- Andreas von Pichler (General) (1802–1862), österreichischer Generalmajor
- Andreas Pichler (Regisseur) (* 1967), italienischer Regisseur
- Andreas Pichler (Badminton) (* um 1972), italienischer Badmintonspieler
- Andreas Pichler (Musiker) (* 1981), österreichischer Musiker
- Andy Pichler (* 1955), österreichischer Fußballspieler und -trainer
- Anita Pichler (1948–1997), italienische deutschsprachige Schriftstellerin
- Anja Pichler (* 1999), österreichische Schauspielerin
- Anton Pichler (Gemmenschneider) (1697–1779), deutsch-italienischer Gemmenschneider
- Anton Pichler (Schauspieler) (1812–1886), österreichischer Schauspieler
- Anton Pichler (Autor) (1874–1943), österreichischer Schriftsteller und Seelsorger
- Anton Pichler (Fotograf) (1939–2012), österreichischer Dokumentarfilmer und Fotograf
- Anton Pichler, bekannt als Andy Pichler (* 1955), österreichischer Fußballspieler und -trainer
- Anton Benedetti-Pichler (1894–1964), österreichisch-US-amerikanischer Chemiker
- Anton Andreas Pichler (1770–1823), österreichischer Buchdrucker, Buchhändler und Verleger
- August Pichler (Schauspieler, 1771) (1771–1856), österreichischer Schauspieler und Theaterdirektor
- August Pichler (Schauspieler, 1817) (1817–1888), österreichischer Schauspieler
- Auguste Pichler, Ehename von Auguste Wiegand (um 1830–1870), Opernsängerin (Sopran)
- Auguste Rosa Pichler, eigentlicher Name von Gusti Pichler (1893–1978), österreichische Tänzerin

### B
- Benedikt Pichler (* 1997), österreichischer Fußballspieler
- Bernd Pichler (* 1969), deutscher Biomediziningenieur

### C
- Carl Pichler (Dirigent) (auch Karl Pichler; 1799–1869), österreichischer Dirigent und Chorleiter
- Carl Pichler (Sänger) (auch Karl Pichler; 1821–1893), österreichischer Opernsänger (Bariton)
- Caroline Pichler (1769–1843), österreichische Schriftstellerin, Lyrikerin und Kritikerin
- Cathrin Pichler (1946–2012), österreichische Kunstvermittlerin und Kuratorin
- Chris Pichler (* 1969), österreichische Schauspielerin
- Christian Pichler (Skirennläufer) (* 1975), österreichischer Skirennläufer
- Christian Pichler (Eisschnellläufer) (* 1988), österreichischer Eisschnellläufer
- Claudia Pichler (* 1985), deutsche Kabarettistin und Buchautorin

### D
- David Pichler (Politiker) (1820–1884), österreichischer Gutsbesitzer und Politiker
- David Pichler (Wasserspringer) (* 1968), US-amerikanischer Wasserspringer
- David Pichler (Tennisspieler) (* 1996), österreichischer Tennisspieler
- Dennis Pichler (* 2005), österreichischer Fußballspieler
- Dominik Pichler (* 1976), deutscher Kommunalpolitiker (SPD)

### E
- Ebba Schwimann-Pichler (1930–2019), österreichische Schriftstellerin
- Eduard Pichler (1848–1928), österreichischer Landtagsabgeordneter
- Elisabeth Pichler (Verlegerin) (1783–1865), österreichische Buchdruckerin, Buchhändlerin und Verlegerin
- Elisabeth Scheucher-Pichler (* 1954), österreichische Politikerin (ÖVP)
- Elias Pichler (um 1610), Braumeister (Einbeck, Münchner Hofbräuhaus)
- Elmar Pichler Rolle (* 1960), italienischer Politiker
- Erich Pichler (1946/1947–2013), österreichischer Unternehmer
- Erika Pichler (* 1940), österreichische Hebamme und Naturheilkundlerin
- Ernst Pichler (1908–1986), österreichischer Hornist, Dirigent und Komponist

### F
- Franz Pichler (Schauspieler) (1804–1873), deutscher Schauspieler
- Franz Pichler (Verleger, 1808) (1808–1891), österreichischer Buchdrucker, Buchhändler und Verleger
- Franz Pichler (Politiker, I), österreichischer Grundbesitzer und Politiker, Salzburger Landtagsabgeordneter
- Franz Pichler (Verleger, 1845) (1845–1927), österreichischer Verleger und Buchhändler
- Franz Pichler (Ingenieur) (1866–1919), österreichischer Ingenieur und Erfinder
- Franz Pichler (Verleger, 1872) (1872–nach 1912), österreichischer Verleger, und Radsportfunktionär
- Franz Pichler (Archivar) (1914–2000), österreichischer Archivar
- Franz Pichler (Politiker, 1920) (1920–1982), österreichischer Metallarbeiter und Politiker (SPÖ), Abgeordneter zum Nationalrat
- Franz Pichler (Systemtheoretiker) (* 1936), österreichischer Systemtheoretiker und Mathematiker
- Franz Pichler (Künstler, 1939) (* 1939), Südtiroler bildender Künstler
- Franz Pichler (Künstler, 1960) (* 1960), österreichischer bildender Künstler
- Franz Pichler-Mandorf (1885–1972), österreichischer Politiker (SPÖ)
- Franz Joseph Pichler (1815–1890), österreichischer Musiklehrer und Chorleiter
- Franz Seraph von Pichler (1852–1927), deutscher Geistlicher und Politiker (Zentrum), MdR
- Friedrich Pichler (1834–1911), österreichischer Schriftsteller und Historiker
- Fritz Pichler (* 1943), italienischer Fotograf und Kameramann

### G
- Georg Pichler (* 1959), österreichischer Schriftsteller
- Georg Abdon Pichler (1806–1864), österreichischer Historiker
- Gerhard Pichler (1939–2004), österreichischer Bauingenieur und Hochschullehrer
- Giovanni Pichler (1734–1791), deutsch-italienischer Gemmenschneider
- Gumberta Pichler (1911–1945), österreichische Steyler Missionsschwester und Märtyrin
- Günter Pichler (* 1940), österreichischer Musiker und Hochschullehrer
- Gusti Pichler (Auguste Rosa Pichler; 1893–1978), österreichische Tänzerin

### H
- Hannes Pichler (Naturbahnrodler), italienischer Naturbahnrodler und -trainer
- Hannes Pichler (Physiker) (* 1986), Südtiroler Physiker
- Hans Pichler (Schauspieler) (1876–1951), deutscher Schauspieler
- Hans Pichler (1877–1949), österreichischer Zahnmediziner, siehe Johann Pichler (Zahnmediziner)
- Hans Pichler (Philosoph) (1882–1958), deutscher Philosoph
- Hans Pichler (Mineraloge) (1931–2024), deutscher Mineraloge
- Harald Pichler (* 1987), österreichischer Fußballspieler
- Heinrich Pichler (1849–1925), österreichischer Politiker (CSP), Abgeordneter zum Nationalrat
- Heinz Stefan Pichler (* 1957), österreichischer Erwachsenenbildner
- Helmut Pichler (1947–2013), österreichischer Musiker
- Helmut Pichler (Chemiker) (1904–1974), österreichisch-deutscher Chemiker
- Herbert Pichler (1921–2018), österreichischer Weltraummediziner
- Herbert H. Pichler (1964–2021), österreichischer Behindertenvertreter
- Hermann Pichler (1835–1887), deutscher Unternehmer
- Hermann Pichler (Gastwirt) (1851–1929), deutscher Gastwirt

### J
- Joe Pichler (* 1987), US-amerikanischer Schauspieler
- Johann Pichler (Bildhauer) (1663–??), italienischer Bildhauer
- Johann von Pichler (1769–1842), österreichischer Generalmajor
- Johann Pichler (Autor) (1860–1927), österreichischer Religionslehrer und Schriftsteller
- Johann Pichler (Politiker), österreichischer Politiker
- Johann Pichler (Zahnmediziner) (auch Hans Pichler; 1877–1949), österreichischer Zahnarzt und Kieferchirurg
- Johann Pichler (Kriegsdienstverweigerer) (1899–1939), österreichischer Kriegsdienstverweigerer
- Johann Conrad Melchior Pichler (1695–1780?), österreichischer Komponist
- Johann Peter Pichler (1765–1807), österreichischer Künstler
- Johannes W. Pichler (* 1947), österreichischer Wissenschaftler
- Johannes Pichler (Leichtathlet)  (* 1997), österreichischer Leichtathlet
- Josef Pichler (Bergführer) (1765–1854), österreichischer Bergführer
- Josef Pichler (Fabrikant) (1824–1894), österreichischer Fabrikant
- Josef Pichler (Politiker, 1869), österreichischer Politiker, Kärntner Landtagsabgeordneter
- Josef Pichler (Politiker, 1883) (1883–1961), österreichischer Politiker (CS)
- Josef Pichler (1926–2013), österreichischer Schauspieler, Drehbuchautor und Regisseur, siehe Veit Relin
- Josef Pichler (Politiker, 1930) (1930–2017), österreichischer Politiker (SPÖ), Salzburger Landtagsabgeordneter
- Josef Pichler (Komponist) (* 1958), österreichischer Komponist und Textdichter
- Josef Pichler (Theologe) (* 1967), österreichischer Theologe
- Joseph Pichler (1730–1808), österreichischer Maler
- Jürgen Pichler (* 1961), deutscher Schachspieler

### K
- Karl Pichler (Komponist) (1865–1925), österreichischer Dirigent und Komponist
- Karl Pichler (Bobfahrer), österreichischer Bobfahrer
- Karl Pichler (Fußballspieler), österreichischer Fußballspieler
- Karl Pichler (Künstler), österreichischer bildender Künstler
- Karl Ludwig Pichler (1830–1911), deutscher Anglist und Romanist
- Karoline Pichler (* 1994), italienische Skirennläuferin
- Kasper Pichler (1796–1861), österreichischer Bildhauer
- Katharina Pichler (* 1972), österreichische Schauspielerin
- Kletus von Pichler (1864–1928), österreichischer General

### L
- Leonie Pichler (* 1984), deutsche Autorin und Dramatikerin
- Lorenz Pichler (* 1977), österreichischer Musiker und Kabarettist, siehe Christoph & Lollo
- Lotte Pichler (* 1933), deutsche Umweltaktivistin, Alpinistin und Sportfunktionärin
- Luca Pichler (* 1998), österreichischer Fußballspieler
- Ludwig Pichler (Geistlicher) (1915–2017), österreichischer Jesuit (Päpstliches Collegium Russicum) und Chorleiter
- Ludwig Pichler (Tiermediziner) (1943–2022), österreichischer Tiermediziner und Hochschullehrer
- Luigi Pichler (1773–1854), deutsch-italienischer Gemmenschneider und Medailleur
- Luise Pichler, Pseudonym von Louise Zeller (1823–1889), deutsche Schriftstellerin

### M
- Manfred Pichler (Fußballspieler) (* 1942), österreichischer Fußballspieler
- Manfred Pichler (Schachspieler) (* 1955), deutscher Schachspieler
- Manuel Pichler (* 1982), österreichischer Fußballspieler
- Maria Pichler, Geburtsname von Maria Palmer (1917–1981), US-amerikanische Schauspielerin
- Maria Kirchgasser-Pichler (geborene Maria Pichler; * 1970), österreichische Snowboarderin
- Martin Pichler (Politiker) (1882–1953), österreichischer Politiker (ÖVP), Tiroler Landtagsabgeordneter und 1. Vizepräsident des Landtags
- Martin Pichler (Autor) (* 1970), italienischer Autor
- Martin J. Pichler (* 1979), österreichischer Komponist
- Matthias Pichler (* 1981), österreichischer Kontrabassist
- Max Pichler (1860–1912), deutscher Opernsänger (Tenor) und Gesangspädagoge
- Maximilian von Pichler (1839–1904), österreichischer Eisenbahntechniker
- Maximilian Pichler (* 1953), deutscher Maler
- Meinrad Pichler (* 1947), österreichischer Historiker und Pädagoge
- Michael Pichler (* 1982), österreichischer Radrennfahrer
- Monika Pichler (* 1961), österreichische Künstlerin und Hochschullehrerin

### N
- Nico Pichler (* 1998), österreichischer Fußballspieler
- Norbert Pichler (* 1938), österreichischer Politiker (SPÖ)

### O
- Oskar Pichler (1826–1865), deutscher Architekt
- Otto Pichler (Ingenieur) (Matrizen-Pichler; 1898–1965), deutscher Ingenieur
- Otto Pichler (Choreograf), österreichischer Choreograf und Regisseur

### P
- Paul Adolf Franz Pampichler-Pichler (1874–1949), österreichischer Sänger (Bariton) und Beamter
- Pepo Pichler (* 1948), österreichischer Künstler
- Peter Pichler (Schauspieler), deutscher Schauspieler und Regisseur
- Peter Pichler (General) (1929–2020), deutscher Brigadegeneral
- Peter Pichler (Illustrator) (* 1961), deutscher Illustrator und Designer
- Peter Pichler (Musiker) (* 1967), deutscher Musiker, Komponist und Produzent
- Peter Pichler (Radsportler) (* 1969), österreichischer Radrennfahrer
- Placidus Maria Pichler (1722–1796), deutscher Benediktinerpater und Organist

### R
- Ralph Pichler (* 1954), Schweizer Bobfahrer
- Renate Pichler (1937–2019), deutsche Synchronsprecherin und Schauspielerin
- Rudolf Pichler (Fußballspieler) (1930–2011), österreichischer Fußballspieler
- Rudolf Pichler (Bildhauer) (* 1950), österreichischer Bildhauer
- Rudolf Johann Pichler (Rodolfo, 1856–1925), österreichischer Komponist und Schriftsteller
- Rudolf Matthias Pichler (1874–1950), österreichischer Denkmalpfleger und Maler

### S
- Sascha Pichler (* 1986), österreichischer Fußballspieler
- Siegfried Pichler (* 1952), österreichischer Gewerkschaftsfunktionär
- Sigismund Pichler (1603–1668), deutscher Philosoph und Ethnologe
- Simon Pichler (* 1956), österreichischer Kabarettist
- Stefan Pichler (* 1957), deutscher Touristikmanager
- Stefan Pichler (Maler) († 1944), österreichischer Maler

### T
- Theodor Pichler (1835–1887), württembergischer Oberamtmann
- Theresa Pichler, österreichische Journalistin und Stylistin
- Thomas Pichler (Einsiedler) (1629–1699), Eremit in Saalfelden
- Thomas Pichler (Botaniker) (1828–1903), österreichischer Botaniker
- Thomas Pichler (Künstler) (* 1964), österreichischer Musiker und Aktionskünstler
- Thomas Pichler (Geochemiker), deutscher Geochemiker
- Thomas Pichler (Physiker) (* 1966), österreichischer Physiker
- Thomas Pichler (Eishockeyspieler) (* 1985), italienischer Eishockeyspieler
- Toni Pichler (* 1963), österreichischer Fußballfunktionär
- Traudel Pichler (1941–2002), österreichische Malerin und Hochschullehrerin

### U
- Ute Pichler (* 1975), österreichische Fernsehmoderatorin

### V
- Vitus Pichler (1670–1736), deutscher Jesuit, Kontroverstheologe und Kirchenrechtler

### W
- Walter Pichler (Künstler) (1936–2012), österreichischer Maler, Grafiker und Bildhauer
- Walter Pichler (Biathlet) (* 1959), deutscher Biathlet
- Werner Pichler (* 1963), österreichischer Theater-, Opern- und Operettenregisseur
- Wilhelm Pichler (Politiker) (1840–??), böhmischer Abgeordneter zum Österreichischen Abgeordnetenhaus
- Wilhelm Pichler (General) (1853–1915), österreichischer Generalmajor
- Wilhelm Pichler (Priester) (1862–1938), österreichischer römisch-katholischer Priester, Religionslehrer und Schriftsteller
- Wilhelmine Pichler (1805–1937), deutsche Schauspielerin, siehe Wilhelmine Berger
- Wolfgang Pichler, eigentlicher Name von Charly 2000 († 2014), deutscher Rundfunkpionier, Radiomoderator und Diskothekenbetreiber
- Wolfgang Pichler (* 1955), deutscher Biathlon- und Langlauftrainer
- Wolfram Pichler (* 1968), österreichischer Kunsthistoriker